# Жижков

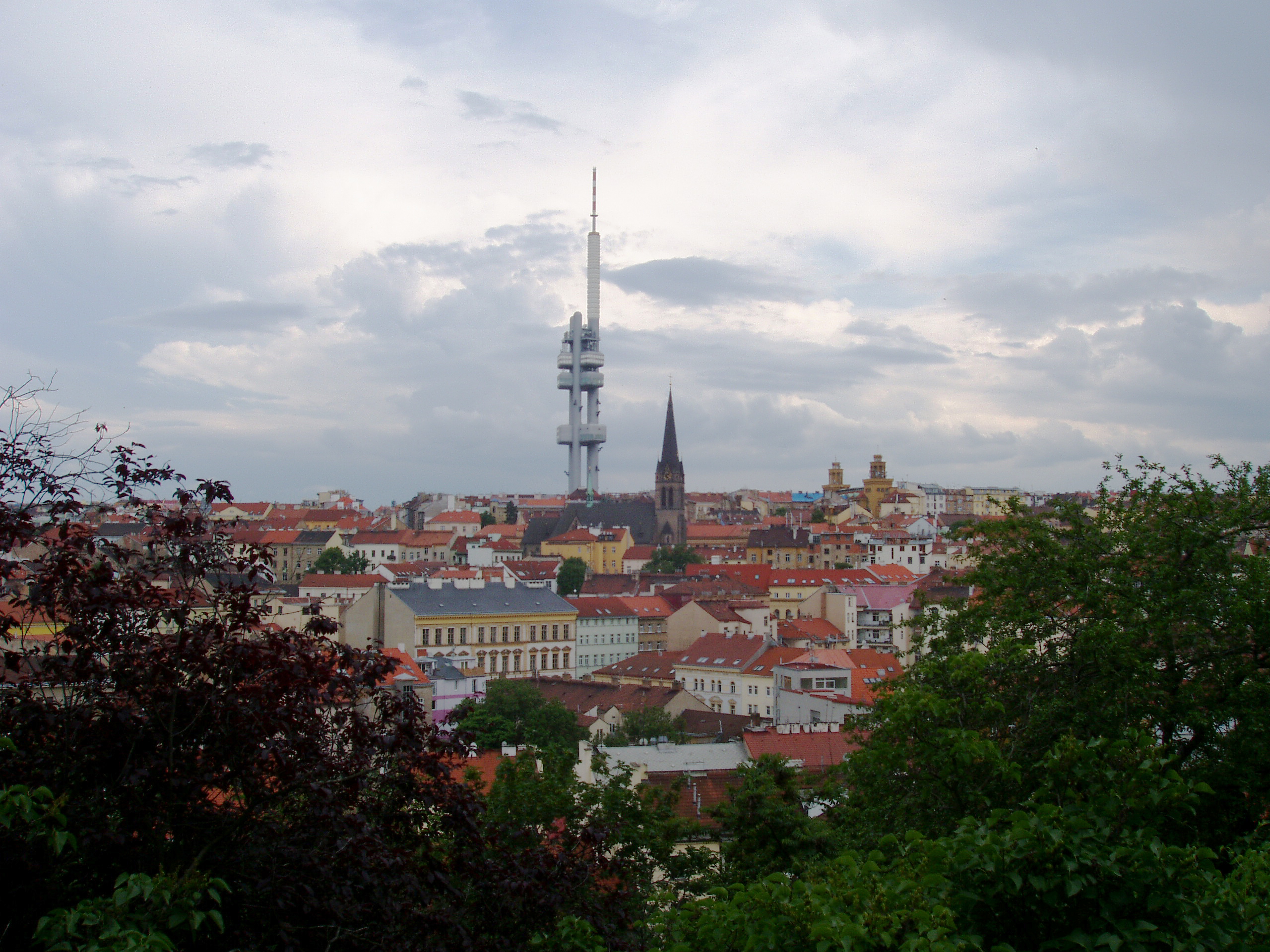
Вигляд Жижкова з півночі

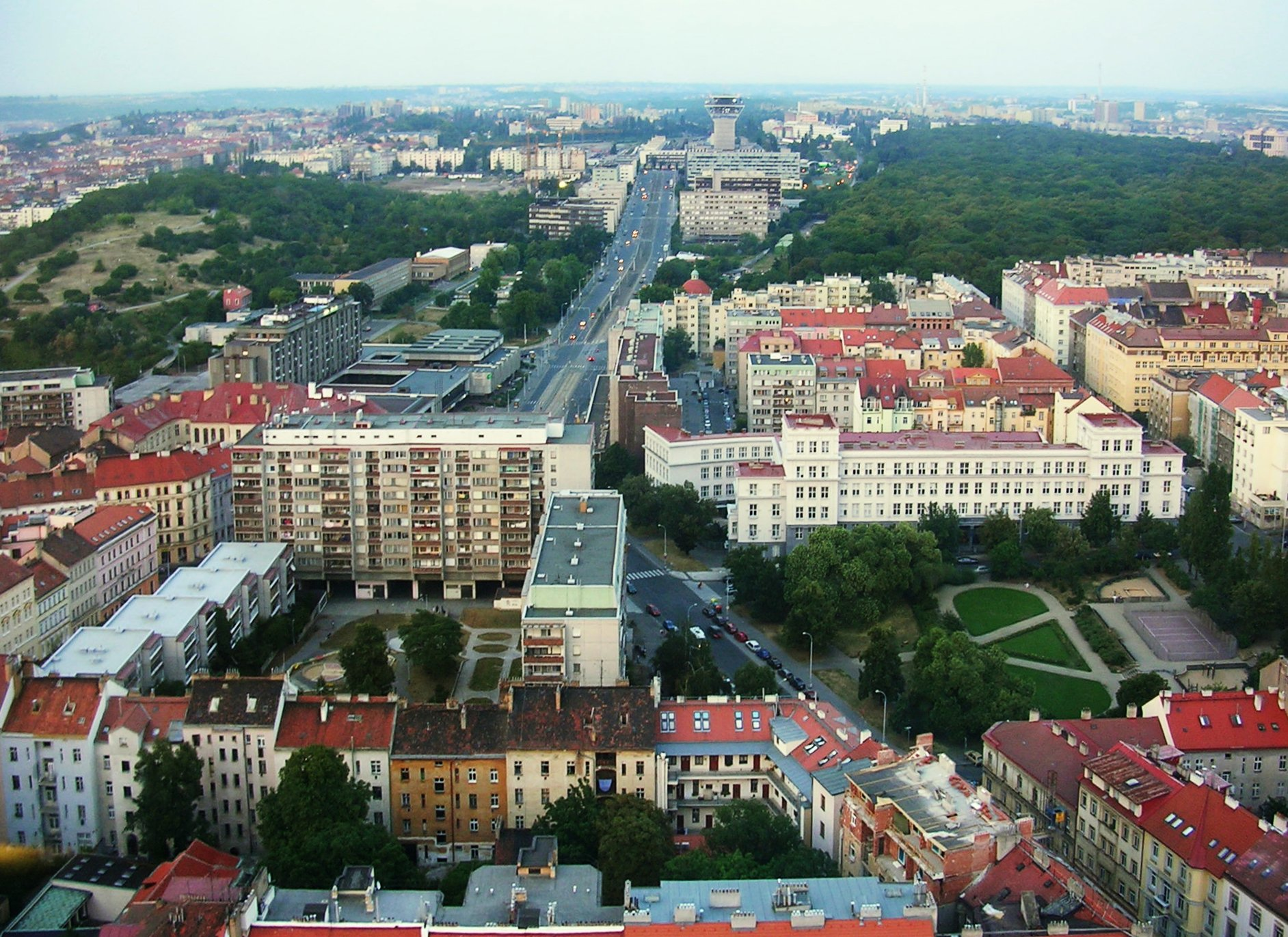
Погляд з телевежі на вулицю Ольшанську (Olšanské ulici)

Жи́жков (чеськ. Žižkov) — історична місцевість столиці Чехії міста Праги.
Нині більша частина Жижкова адміністративно розташована в районі Прага 3.

## З історії та сьогодення
У 1881—1922 роках Жижков був окремим містечком, потому включений до складу столиці Праги. 
Назва «Жижков» є похідною від імені чеського національного героя, гуситського вождя Яна Жижки, що здобув перемогу у битві на розташованому в цій місцевості Вітковому пагорбі в 1420 році в ході Гуситських війн.
Забудова Жижкова — преважно ХХ століття, чимало новобудов.
У Жижкові є ФК «Вікторія Жижков» (FK Viktoria Žižkov).

## Головні об'єкти
- Празька телевізійна вежа;
- цвинтар, на якому похований Франц Кафка;
- Вітков парк — пагорб Вітков з колишнім мавзолеєм Клемента Готвальда та пам'ятником Жижці, що вважається найбільшою кінною статуєю в Європі.